# Соран (исторический регион)
Соран (курд. Soran) — одна из исторических областей на территориях Курдистана.
Охватывает современные районы Шахрезур, Гярмисир, Гярмиян (Киркук), Хавлер, (Эрбиль), Сулеймания, Пешдер (Ранийа, Кала-Диз, Хаджи-Ава и др.), Диян (Диян,  Ревандуз, Хаджи-Имран, Сидикан, Гасре Ширин и др.), Даште Харир, Керманшах, Мукринский Курдистан (Мехабад, Миандуаб, Сердешт, Хакурке, Шаклава, Дукан, Шино и др.), Синэ, Саккыз, Брадость и др. – эти названия этимологически связаны с идиомом сорани.
Согласно предположениям учёных (в частности О. Л. Вильчевского), треугольник Эрбиль—Киркук—Сулеймания в горах Загроса является местом формирования современного курдского этноса из ряда живших здесь иранских (мидийских) племён.
В этой области был найден первый известный текст на курдском языке — так называемый «сулейманийский пергамент» VII века, с небольшим стихотворением, оплакивающим нашествие арабов и разрушение ими святынь зороастризма.